# Raffaele Della Monica
Raffaele Della Monica (Cava de' Tirreni, Provincia de Salerno, Italia, 18 de noviembre de 1961) es un dibujante de cómic italiano.

## Biografía
Fue uno de los fundadores del Studio CAF, con el que realizó Trumoon, una revista amateur editada en Salerno a principios de los años 1980, creada por jóvenes autores de Campania como el mismo Della Monica, Roberto De Angelis, Bruno Brindisi, Luigi Siniscalchi y otros (la denominada "escuela gráfica salernitana").
En 1982 entró en contacto con Magnus (Roberto Raviola), quien le sugirió que trabajara en el estudio de Giovanni Romanini, en Bolonia. Aquí Della Monica debutó con Wallenstein, il Mostro, con guion del mismo Romanini, e ilustró relatos para la editorial Ediperiodici. Desde 1983 a 1985 dibujó Alan Ford, historieta de Max Bunker (Luciano Secchi) de la que realizó alrededor de veinte episodios.
Desde 1985 a 1987 formó parte del Staff di If, un equipo de historietistas dirigido por Gianni Bono. Gracias a su versatilidad, Della Monica ilustró cómics de los más diversos géneros, pasando desde la historieta erótica a la cómica. Colaboró con revistas como Cucador, Bravestar, Masters of the Universe, L'Intrepido, Topolino o Paperino Mese.
Posteriormente, empezó su colaboración con la editorial Bonelli, ayudando a Franco Bignotti a terminar un episodio de Mister No. También ilustró historias de Martin Mystère y Tex. Tras trabajar para Gordon Link de la editorial Dardo, volvió a la Bonelli para dedicarse a Zagor, Viento Mágico y Shanghai Devil.